# Bruin spieshert
Het bruin spieshert (Mazama rufina)  is een zoogdier uit de familie van de hertachtigen (Cervidae). De wetenschappelijke naam van de soort werd voor het eerst geldig gepubliceerd door Jacques Pucheran in 1851.

## Voorkomen
Het bruin spieshert komt voor in het noorden van het Andesgebergte in Ecuador, Peru en Colombia.